# Kingfisher Airlines Tennis Open
Kingfisher Airlines Tennis Open – męski turniej tenisowy kategorii ATP International Series zaliczany do cyklu ATP World Tour, rozgrywany na kortach twardych w latach 1996–2007.
W latach 1996–2004 zawody odbywały się w Szanghaju. W 2005 roku imprezę przeniesiono do Ho Chi Minh, a w roku 2006 i 2007 turniej miał miejsce w Mumbaju.

## Mecze finałowe

### gra pojedyncza
| Mumbaj      |                       |                       |                       |
| Rok         | Mistrz                | Finalista             | Wynik                 |
| 2007        | Richard Gasquet       | Olivier Rochus        | 6:3, 6:4              |
| 2006        | Dmitrij Tursunow      | Tomáš Berdych         | 6:3, 3:6, 7:6(5)      |
| Ho Chi Minh |                       |                       |                       |
| Rok         | Mistrz                | Finalista             | Wynik                 |
| 2005        | Jonas Björkman        | Radek Štěpánek        | 6:3, 7:6(4)           |
| Szanghaj    |                       |                       |                       |
| Rok         | Mistrz                | Finalista             | Wynik                 |
| 2004        | Guillermo Cañas       | Lars Burgsmüller      | 6:1, 6:0              |
| 2003        | Mark Philippoussis    | Jiří Novák            | 6:2, 6:1              |
| 2002        | Turniej nie odbył się | Turniej nie odbył się | Turniej nie odbył się |
| 2001        | Rainer Schüttler      | Michel Kratochvil     | 6:3, 6:4              |
| 2000        | Magnus Norman         | Sjeng Schalken        | 6:4, 4:6, 6:3         |
| 1999        | Magnus Norman         | Marcelo Ríos          | 2:6, 6:3, 7:5         |
| 1998        | Michael Chang         | Goran Ivanišević      | 4:6, 6:1, 6:2         |
| 1997        | Ján Krošlák           | Aleksandr Wołkow      | 6:2, 7:6              |
| 1996        | Andriej Olchowski     | Mark Knowles          | 7:6, 6:2              |

### gra podwójna
| Mumbaj      |                                        |                                     |                       |
| Rok         | Mistrzowie                             | Finaliści                           | Wynik                 |
| 2007        | Robert Lindstedt Jarkko Nieminen       | Rohan Bopanna Aisam-ul-Haq Qureshi  | 7:6(3), 7:6(5)        |
| 2006        | Mario Ančić Mahesh Bhupathi            | Rohan Bopanna Mustafa Ghouse        | 6:4, 6:7(6), 10–8     |
| Ho Chi Minh |                                        |                                     |                       |
| Rok         | Mistrzowie                             | Finaliści                           | Wynik                 |
| 2005        | Lars Burgsmüller Philipp Kohlschreiber | Ashley Fisher Robert Lindstedt      | 5:6(3), 6:4, 6:2      |
| Szanghaj    |                                        |                                     |                       |
| Rok         | Mistrzowie                             | Finaliści                           | Wynik                 |
| 2004        | Jared Palmer Pavel Vízner              | Rick Leach Brian MacPhie            | 4:6, 7:6, 7:6         |
| 2003        | Wayne Arthurs Paul Hanley              | Zeng Shaoxuan Zhu Benqiang          | 6:2, 6:4              |
| 2002        | Turniej nie odbył się                  | Turniej nie odbył się               | Turniej nie odbył się |
| 2001        | Byron Black Thomas Shimada             | John-Laffnie de Jager Robbie Koenig | 6:2, 3:6, 7:5         |
| 2000        | Paul Haarhuis Sjeng Schalken           | Petr Pála Pavel Vízner              | 6:2, 3:6, 6:4         |
| 1999        | Sébastien Lareau Daniel Nestor         | Todd Woodbridge Mark Woodforde      | 7:5, 6:3              |
| 1998        | Mahesh Bhupathi Leander Paes           | Todd Woodbridge Mark Woodforde      | 6:4, 6:7, 7:6         |
| 1997        | Maks Mirny Kevin Ullyett               | Tomas Nydahl Stefano Pescosolido    | 7:6, 6:7, 7:5         |
| 1996        | Mark Knowles Roger Smith               | Jim Grabb Michael Tebbutt           | 4:6, 6:2, 7:6         |